# Ofenbach (DJ-Duo)
Ofenbach ist ein französisches House-Duo aus Paris, bestehend aus den beiden DJs und Produzenten César Laurent de Rummel und Dorian Lauduique. Die Musiker hatten ihren ersten kommerziellen Erfolg mit dem 2016 veröffentlichten Song Be Mine.

## Geschichte
César Laurent de Rummel und Dorian Lauduique sind Kindheitsfreunde und machen seit Mitte der 2000er gemeinsam Musik. Ihre Wurzeln liegen im Bereich Rock und Blues. Ab 2014 wurden sie als Elektropop- und House-Duo unter dem Namen Ofenbach als Musikproduzenten und Remixer unter anderem für Bob Sinclar, Hyphen Hyphen und James Bay bekannt. Benannt hat sich das Duo nach dem deutsch-französischen Komponisten Jacques Offenbach. 
Sie machten auch eigene Veröffentlichungen und hatten einen internationalen Hit mit der Single Be Mine, die 2016 von Warner Music veröffentlicht wurde. DJs wie Robin Schulz und Tiësto machten auf das Lied aufmerksam, und Ende 2016 stieg es in die französischen Downloadcharts ein. Im Ausland war es zuerst in Osteuropa und Russland erfolgreich, in Tschechien erreichte es Platz 1. Im Frühjahr 2017 erreichte es auch in Westeuropa die offiziellen Single-Charts verschiedener Länder. Unter anderem in Deutschland und der Schweiz erreichte es mit mehreren hunderttausend verkauften Einheiten Gold-Status. Das offizielle YouTube-Video verzeichnete im Oktober 2017 ca. 77 Millionen Zugriffe. Vom DJ Mag wurden sie für eine Auszeichnung als Best New Talent nominiert. Am 29. September 2017 wurde die Single Katchi veröffentlicht, welche in Kooperation mit Nick Waterhouse entstand.
Am 12. April 2019 veröffentlichten sie ihre erste EP namens Ofenbach, welche Kooperationen mit Künstlern wie The Bamboos, Tim Rogers, Portugal. The Man, Alexandre Joseph und Tyler Sjöström enthält, sowie die bereits veröffentlichte Single Paradise, welche zusammen mit Benjamin Ingrosso produziert wurde.
Im März 2025 wurde die Single Need You The Most veröffentlicht.

## Diskografie

### Studioalben
| Jahr | Titel Musiklabel                 | Höchstplatzierung, Gesamtwochen, AuszeichnungChartplatzierungen (Jahr, Titel, Musiklabel, Platzierungen, Wochen, Auszeichnungen, Anmerkungen) | Höchstplatzierung, Gesamtwochen, AuszeichnungChartplatzierungen (Jahr, Titel, Musiklabel, Platzierungen, Wochen, Auszeichnungen, Anmerkungen) | Anmerkungen                                               |
| Jahr | Titel Musiklabel                 | FR | CH | Anmerkungen                                               |
| ---- | -------------------------------- | --- | --- | --------------------------------------------------------- |
| 2022 | I Ofenbach Music, Warner/Elektra | FR61 Gold · (120 Wo.)FR | CH93 (1 Wo.)CH | Erstveröffentlichung: 4. November 2022 Verkäufe: + 50.000 |

### EPs
| Jahr | Titel Musiklabel        | Höchstplatzierung, Gesamtwochen, AuszeichnungChartsChartplatzierungen (Jahr, Titel, Musiklabel, Platzierungen, Wochen, Auszeichnungen, Anmerkungen) | Anmerkungen                                             |
| Jahr | Titel Musiklabel        | FR | Anmerkungen                                             |
| ---- | ----------------------- | --- | ------------------------------------------------------- |
| 2019 | Ofenbach Ofenbach Music | FR85 Gold · (21 Wo.)FR | Erstveröffentlichung: 12. April 2019 Verkäufe: + 50.000 |

### Singles
| Jahr | Titel Album                   | Höchstplatzierung, Gesamtwochen, AuszeichnungChartplatzierungen (Jahr, Titel, Album, Platzierungen, Wochen, Auszeichnungen, Anmerkungen) | Höchstplatzierung, Gesamtwochen, AuszeichnungChartplatzierungen (Jahr, Titel, Album, Platzierungen, Wochen, Auszeichnungen, Anmerkungen) | Höchstplatzierung, Gesamtwochen, AuszeichnungChartplatzierungen (Jahr, Titel, Album, Platzierungen, Wochen, Auszeichnungen, Anmerkungen) | Höchstplatzierung, Gesamtwochen, AuszeichnungChartplatzierungen (Jahr, Titel, Album, Platzierungen, Wochen, Auszeichnungen, Anmerkungen) | Höchstplatzierung, Gesamtwochen, AuszeichnungChartplatzierungen (Jahr, Titel, Album, Platzierungen, Wochen, Auszeichnungen, Anmerkungen) | Höchstplatzierung, Gesamtwochen, AuszeichnungChartplatzierungen (Jahr, Titel, Album, Platzierungen, Wochen, Auszeichnungen, Anmerkungen) | Anmerkungen                                                                                      |
| Jahr | Titel Album                   | FR | DE | AT | CH | UK | Dance | Anmerkungen                                                                                      |
| ---- | ----------------------------- | --- | --- | --- | --- | --- | --- | ------------------------------------------------------------------------------------------------ |
| 2016 | Be Mine Ofenbach              | FR7 Diamant · (75 Wo.)FR | DE11 ×3Dreifachgold · (33 Wo.)DE | AT4 Platin · (32 Wo.)AT | CH6 ×2Doppelplatin · (51 Wo.)CH | — | — | Erstveröffentlichung: 25. November 2016 Verkäufe: + 1.303.333                                    |
| 2017 | Katchi Ofenbach               | FR9 Diamant · (51 Wo.)FR | DE9 Platin · (29 Wo.)DE | AT5 Platin · (24 Wo.)AT | CH6 Platin · (39 Wo.)CH | — | — | Erstveröffentlichung: 25. August 2017 Verkäufe: + 873.333; mit Nick Waterhouse                   |
| 2018 | Paradise Ofenbach             | FR36 Platin · (23 Wo.)FR | — | — | — | — | — | Erstveröffentlichung: 24. August 2018 Verkäufe: + 225.000; feat. Benjamin Ingrosso               |
| 2019 | Rock It Ofenbach              | FR117 Gold · (14 Wo.)FR | — | — | — | — | — | Erstveröffentlichung: 12. April 2019 Verkäufe: + 100.000                                         |
| 2020 | Head Shoulders Knees & Toes I | FR20 Diamant · (54 Wo.)FR | DE6 ×3Dreifachgold · (58 Wo.)DE | AT3 ×3Dreifachplatin · (53 Wo.)AT | CH6 (60 Wo.)CH | — | Dance21 (13 Wo.)Dance | Erstveröffentlichung: 8. Mai 2020 Verkäufe: + 1.278.333 mit Quarterhead feat. Norma Jean Martine |
| 2021 | Wasted Love I                 | FR24 Diamant · (38 Wo.)FR | DE12 Platin · (44 Wo.)DE | AT19 Platin · (29 Wo.)AT | CH13 (34 Wo.)CH | UK84 Silber · (2 Wo.)UK | Dance15 (20 Wo.)Dance | Erstveröffentlichung: 8. Januar 2021 Verkäufe: + 1.268.333; feat. Lagique                        |
| 2021 | Call Me Papi –                | FR179 (3 Wo.)FR | — | — | — | — | — | Erstveröffentlichung: 25. Juni 2021 mit Feder feat. Dawty Music                                  |
| 2021 | Hurricane I                   | FR58 Platin · (35 Wo.)FR | DE— aDE | AT— GoldAT | — | — | — | Erstveröffentlichung: 17. September 2021 Verkäufe: + 265.000; mit Ella Henderson                 |
| 2022 | 4U I                          | FR93 Gold · (17 Wo.)FR | — | — | — | — | — | Erstveröffentlichung: 18. April 2022 Verkäufe: + 100.000                                         |
| 2022 | Love Me Now I                 | FR135 Gold · (11 Wo.)FR | — | — | — | — | — | Erstveröffentlichung: 23. September 2022 Verkäufe: + 100.000; feat. Fast Boy                     |
| 2023 | Body Talk I                   | FR107 Gold · (13 Wo.)FR | — | — | — | — | — | Erstveröffentlichung: 24. Februar 2023 Verkäufe: + 100.000; mit Svea                             |
| 2023 | Overdrive –                   | FR18 Diamant · (52 Wo.)FR | DE5 Gold · (51 Wo.)DE | AT6 Platin · (39 Wo.)AT | CH8 ×2Doppelplatin · (65 Wo.)CH | — | Dance41 (10 Wo.)Dance | Erstveröffentlichung: 6. Oktober 2023 Verkäufe: + 1.093.333; feat. Norma Jean Martine            |

Weitere Singles
- 2014: What I Want (mit KarlK)
- 2015: Around the Fire
- 2015: You Don’t Know Me (feat. Brodie Barclay)
- 2018: Party (mit Lack Of Afro feat. Wax & Herbal T)
- 2019: Insane
- 2020: We Can Hide Out (Mozambo Remix) (mit Portugal. The Man)
- 2022: I Ain’t Got No Worries (mit R3hab)

### Remixes
- 2014: Miriam Makeba – Pata Pata (Ofenbach Remix)
- 2014: Andreas Moe – Under the Sun (Ofenbach Remix)
- 2014: James Bay – Hold Back the River (Ofenbach Remix)
- 2015: Bobby McFerrin – Don’t Worry, Be Happy (Henri Pfr & Ofenbach Remix)
- 2015: Stylo G feat. Gyptian – My Number 1 (Ofenbach Remix)
- 2015: Lily & Madeleine – Come to Me (Ofenbach Remix)
- 2015: Katy Perry – Dark Horse (Ofenbach Remix feat. Allison)
- 2016: Shem Thomas – We Just Need a Little (Ofenbach Remix)
- 2017: James Blunt – Love Me Better (Ofenbach Remix)
- 2017: Portugal. The Man – Feel It Still (Ofenbach Remix)
- 2017: Rudimental feat. James Arthur – Sun Comes Up (Ofenbach Remix)
- 2018: Clean Bandit feat. Demi Lovato – Solo (Ofenbach Remix)
- 2020: Joel Corry feat. MNEK – Head & Heart (Ofenbach Remix)
- 2020: Robin Schulz feat. Kiddo – All We Got (Ofenbach Remix)

## Auszeichnungen für Musikverkäufe
| Goldene Schallplatte - Belgien - 2017: für die Single Be Mine - Dänemark - 2021: für die Single Head Shoulders Knees & Toes - 2023: für die Single Wasted Love - Italien - 2024: für die Single Overdrive - Kanada - 2018: für die Single Katchi - 2022: für die Single Head Shoulders Knees & Toes - 2022: für die Single Wasted Love - Polen - 2023: für die Single Paradise - Portugal - 2022: für die Single Be Mine - 2022: für die Single Wasted Love - Spanien - 2024: für die Single Be Mine - 2024: für die Single Katchi - 2024: für die Single Wasted Love - 2024: für die Single Overdrive | Platin-Schallplatte - Belgien - 2021: für die Single Head Shoulders Knees & Toes - Italien - 2021: für die Single Head Shoulders Knees & Toes - 2021: für die Single Wasted Love - Kanada - 2024: für die Single Be Mine - Niederlande - 2022: für die Single Wasted Love - 2025: für die Single Overdrive - Polen - 2022: für die Single Wasted Love - 2024: für die Single Hurricane 2× Platin-Schallplatte - Italien - 2018: für die Single Katchi 3× Platin-Schallplatte - Polen - 2021: für die Single Head Shoulders Knees & Toes - 2021: für die Single Katchi - 2024: für die Single Be Mine 4× Platin-Schallplatte - Italien - 2019: für die Single Be Mine - Polen - 2024: für die Single Overdrive |

Anmerkung: Auszeichnungen in Ländern aus den Charttabellen bzw. Chartboxen sind in ebendiesen zu finden.
| Land/RegionAuszeichnungen für Musikverkäufe (Land/Region, Auszeichnungen, Verkäufe, Quellen) | Silber  | Gold       | Platin       | Diamant     | Verkäufe  | Quellen             |
| -------------------------------------------------------------------------------------------- | ------- | ---------- | ------------ | ----------- | --------- | ------------------- |
| Belgien (BRMA)                                                                               | —       | Gold1      | Platin1      | —           | 55.000    | ultratop.be         |
| Dänemark (IFPI)                                                                              | —       | 2× Gold2   | —            | —           | 90.000    | ifpi.dk             |
| Deutschland (BVMI)                                                                           | —       | 3× Gold3   | 4× Platin4   | —           | 2.300.000 | musikindustrie.de   |
| Frankreich (SNEP)                                                                            | —       | 6× Gold6   | 2× Platin2   | 5× Diamant5 | 2.366.665 | snepmusique.com     |
| Italien (FIMI)                                                                               | —       | Gold1      | 8× Platin8   | —           | 490.000   | fimi.it             |
| Kanada (MC)                                                                                  | —       | 3× Gold3   | Platin1      | —           | 200.000   | musiccanada.com     |
| Niederlande (NVPI)                                                                           | —       | —          | 2× Platin2   | —           | 170.000   | nvpi.nl             |
| Österreich (IFPI)                                                                            | —       | Gold1      | 7× Platin7   | —           | 225.000   | ifpi.at             |
| Polen (ZPAV)                                                                                 | —       | Gold1      | 15× Platin15 | —           | 580.000   | olis.pl             |
| Portugal (AFP)                                                                               | —       | 2× Gold2   | —            | —           | 10.000    | Einzelnachweise     |
| Schweiz (IFPI)                                                                               | —       | —          | 5× Platin5   | —           | 120.000   | hitparade.ch        |
| Spanien (Promusicae)                                                                         | —       | 4× Gold4   | —            | —           | 120.000   | elportaldemusica.es |
| Vereinigtes Königreich (BPI)                                                                 | Silber1 | —          | —            | —           | 200.000   | bpi.co.uk           |
| Insgesamt                                                                                    | Silber1 | 24× Gold24 | 45× Platin45 | 5× Diamant5 |           |                     |